# Songs of Resistance 1942–2018
Songs of Resistance 1942–2018 je studiové album amerického hudebníka Marca Ribota. Vydáno bylo 14. září roku 2018 společností ANTI-. Jde o protestní album, které obsahuje jak nové autorské písně, tak i Ribotovy verze amerických, italských a mexických protestních písní. Na albu se podílela řada hostujících zpěváků, mezi něž patří například Tom Waits, Meshell Ndegeocello a Steve Earle. Píseň zpívaná Tomem Waitsem – italská lidová v Ribotově překladu a aranžmá – měla premiéru několik dnů před vydáním alba (rovněž k ní byl natočen videoklip).
V písni „Rata de dos Patas“ hostuje rapper Ohene Cornelius a anonymní Mexičanka žijící v USA, která v bookletu není uvedena kvůli obavám z vyhoštění. Píseň „The Militant Ecologist“ je variací na italskou odbojovou píseň „Fischia il vento“. Album vyšlo na CD i na dvojLP.
V roce 2024, šest let po vydání alba, se Ribot vydal na krátké turné v duu s multiinstrumentalistou Shahzadem Ismailym, při němž hráli písně z této desky.

## Seznam skladeb
| Pořadí | Název                              | Autor                    | Host                     | Délka |
| ------ | ---------------------------------- | ------------------------ | ------------------------ | ----- |
| 1.     | We Are Soldiers in the Army        | tradicionál              | Fay Victor               | 5:27  |
| 2.     | Bella Ciao (Goodbye Beautiful)     | tradicionál              | Tom Waits                | 3:37  |
| 3.     | Srinivas                           | Marc Ribot               | Steve Earle              | 6:09  |
| 4.     | How to Walk in Freedom             | Marc Ribot               | Fay Victor, Sam Amidon   | 5:44  |
| 5.     | Rata de dos Patas                  | Norberto Eduardo Toscano | Ohene Cornelius a anonym | 4:46  |
| 6.     | The Militant Ecologist             | Marc Ribot               | Meshell Ndegeocello      | 4:10  |
| 7.     | The Big Fool                       | Marc Ribot               | Marc Ribot               | 6:34  |
| 8.     | Ain’t Gonna Let Them Turn Us Round | Marc Ribot               | Steve Earle              | 3:23  |
| 9.     | John Brown                         | Marc Ribot               | Fay Victor               | 5:53  |
| 10.    | Knock That Statue Down             | Marc Ribot               | Marc Ribot               | 3:50  |
| 11.    | We’ll Never Turn Back              | Bertha Gober             | Justin Vivian Bond       | 4:34  |

## Obsazení
- Marc Ribot – zpěv, elektrické a akustické kytary, banjo, elektrický sitár, baskytara, harmonika, doprovodné vokály, aranžmá
- Tom Waits – zpěv, akustická kytara
- Tony Garnier – basa
- Devin Hoff – basa, kytara
- Shahzad Ismaily – syntezátor, perkuse
- Ches Smith – bicí, vibrafon, perkuse
- Chad Taylor – bicí
- Kenny Wollesen – bicí, vibrafon
- James Brandon Lewis – saxofon
- Doug Wieselman – saxofon, klarinet
- Curtis Fowlkes – pozoun
- Roy Nathanson – flétna
- Mark Feldman – housle
- Rachel Golub – housle
- Erik Friedlander – violoncello
- Dave Eggar – violoncello
- Reinaldo Dejesus – konga, perkuse
- Mauricio Herrera – konga
- Eric Heywood – pedálová steel kytara
- Syd Straw – doprovodné vokály
- Domenica Fossatti – doprovodné vokály
- Tift Merritt – doprovodné vokály
- Rea Dubach – doprovodné vokály
- Lukas Rutzen – doprovodné vokály
- Ohene Cornelius – rap
- Fay Victor
- Steve Earle
- Sam Amidon
- Meshell Ndegeocello
- Justin Vivian Bond